# Чалимкаси
Чалимка́си (рос. Чалымкасы, чув. Чанкасси) — присілок у складі Чебоксарського району Чувашії, Росія. Входить до складу Чиршкасинського сільського поселення.
Населення — 79 осіб (2010; 100 у 2002).
Національний склад:
- чуваші — 87 %